# Jan Železný
Jan Železný (født 16. juni 1966 i Mladá Boleslav) er en tjekkisk tidligere atletikudøver (spydkaster), der med tre OL- og tre VM-guldmedaljer samt en verdensrekord på 98,48 m, der har stået siden 1996, må betragtes som mest succesrige spydkaster gennem tiden.

## Atletikkarriere
Železnýs første store internationale resultat kom, da han vandt VM-bronze i 1987 for Tjekkoslovakiet. Ved OL 1988 i Seoul kastede han længst i kvalifikationsrunden, og i finalen holdt han sig hele vejen blandt de bedste, og han endte med at på noteret 84,12 m, hvilket var nok til sølvmedalje efter finnen Tapio Korjus med 84,28 m, mens endnu en finne, Seppo Räty, fik bronze med 83,26 m.
Ved OL 1992 i Barcelona var han favorit, skønt han ikke havde vundet nogle store titler hidtil, men han havde kort inden legene sat verdensrekord med 94,74 m, hvilket dog var med et spyd, der ikke var tilladt ved legene. Han kastede dog længst i indledende runde, og i finalen indledte han med et kast på 89,66 m, hvilket viste sig at blive konkurrencens længste og dermed indbragte ham sin første guldmedalje. Finske Räty fik sølv og briten Steve Backley bronze.
I 1993 vandt Železný sit første verdensmesterskab, en bedrift han kopierede i 1995, mens han ind imellem havde vundet EM-bronze i 1994. Kort inden OL 1996 i Atlanta forbedrede han verdensrekorden til 98,48 m, en rekord der stadig står i 2024. Han var derfor storfavorit ved legene, og han kom nemt i finalen. Her lagde britiske Backley sig i spidsen med 87,44 m, men Železný overgik det med 88,16 m; da ingen kastede bedre, blev det en ny guldmedalje for Železný, der nu stillede op for Tjekkiet, samt sølv til Backley, mens Räty vandt sin tredje OL-medalje som nummer tre.
Ved VM i 1999 måtte Železný nøjes med bronze, men han var stadig blandt de største favoritter ved OL 2000 i Sydney. Han kastede længst i indledende runde, og i finalen blev det endnu en duel mellem ham og Backley, som briten endnu en gang blev den lille i; med et kast på 90,17 m vandt Železný sin tredje OL-guldmedalje, mens Backley med 89,85 m fik endnu en sølvmedalje og russiske Sergej Makarov fik bronze med 88,67 m.
Ved VM i 2001 vandt Železný sin tredje og sidste VM-guldmedalje, mens han ved OL 2004 i Athen måtte nøjes med en niendeplads. Han vandt sin sidste internationale mesterskabsmedalje i 2006, da han vandt EM-bronze.
Han regnes som den bedste spydkaster i historien og nåede at sætte i alt seks verdensrekorder med varierende spyd (specifikationerne for spyddene blev ændret to gange i løbet af hans karriere.

## Videre karriere
Železný blev i 1999 valgt ind i IOC som en af repræsentanterne for sportsudøverne. Han sad her (med en kortere afbrydelse) frem til 2012.

## Hæder
Han har fået opkaldt en asteroide efter sig (9224 Železný).